# Leidenswerkzeug

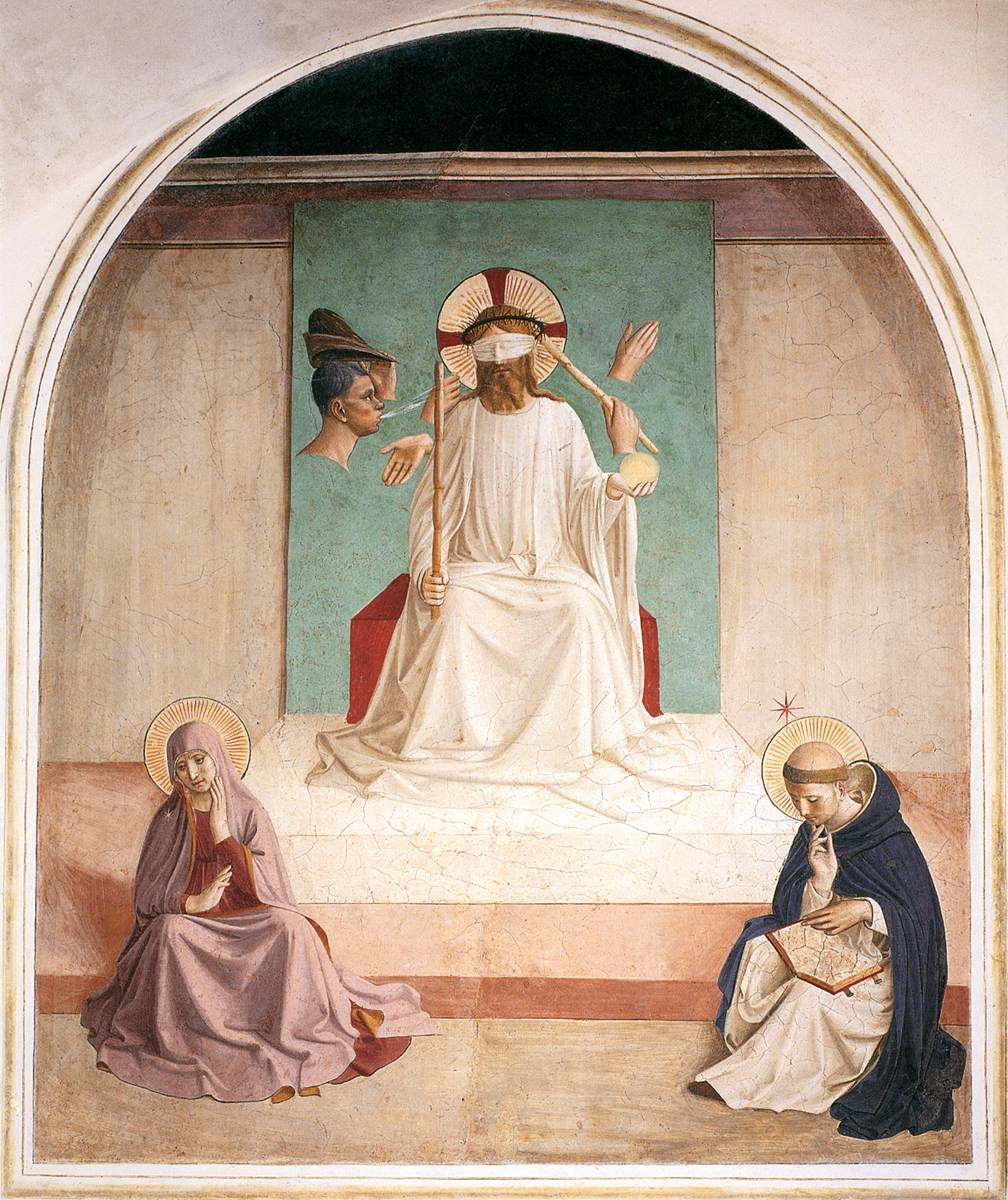
Verspottung Christi, Fresko Fra Angelicos in Zelle 7 des Klosters von San Marco in Florenz, um 1440

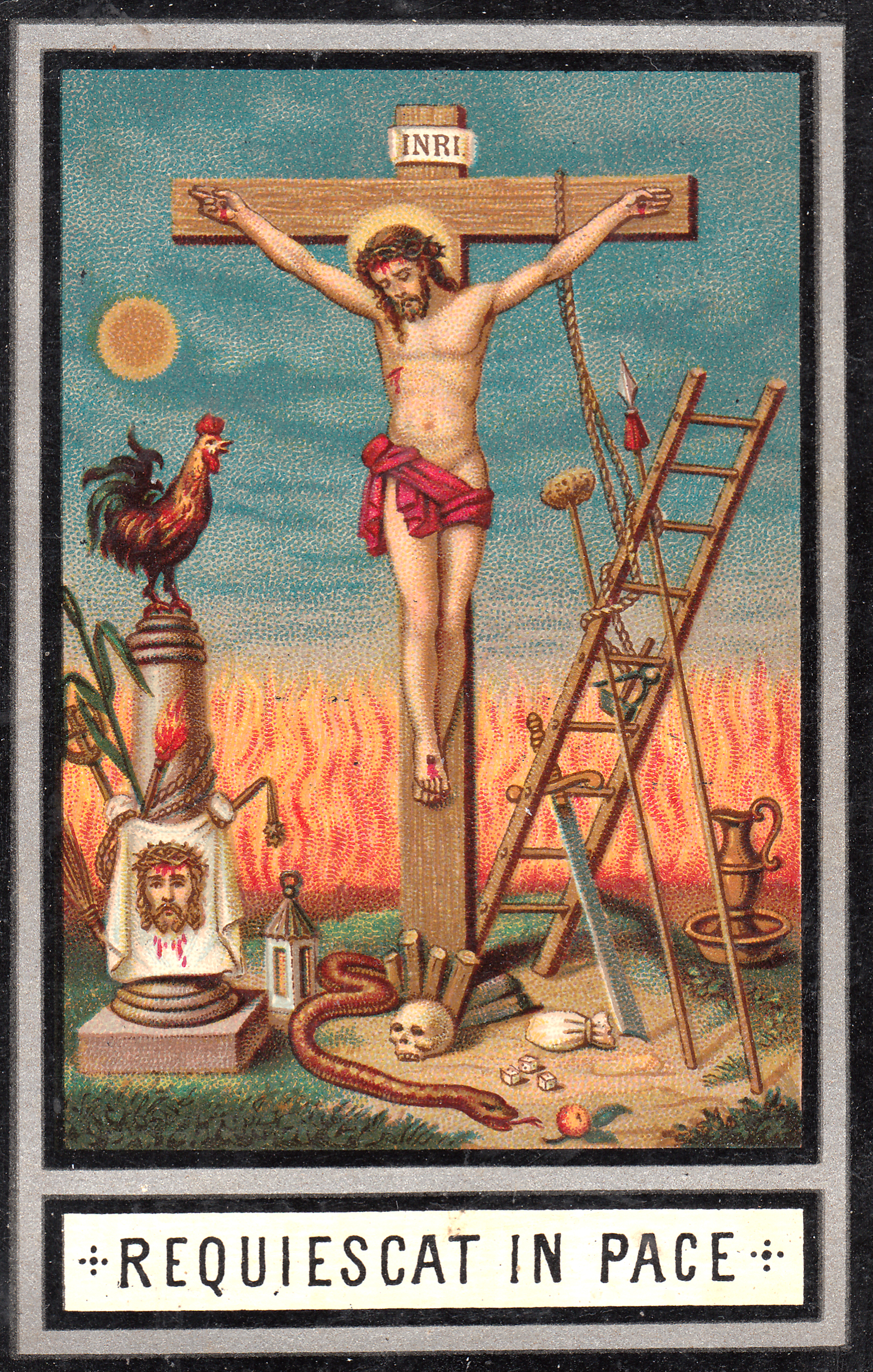
Sterbebildchen von 1894 mit den Arma Christi und anderen ikonographischen Attributen

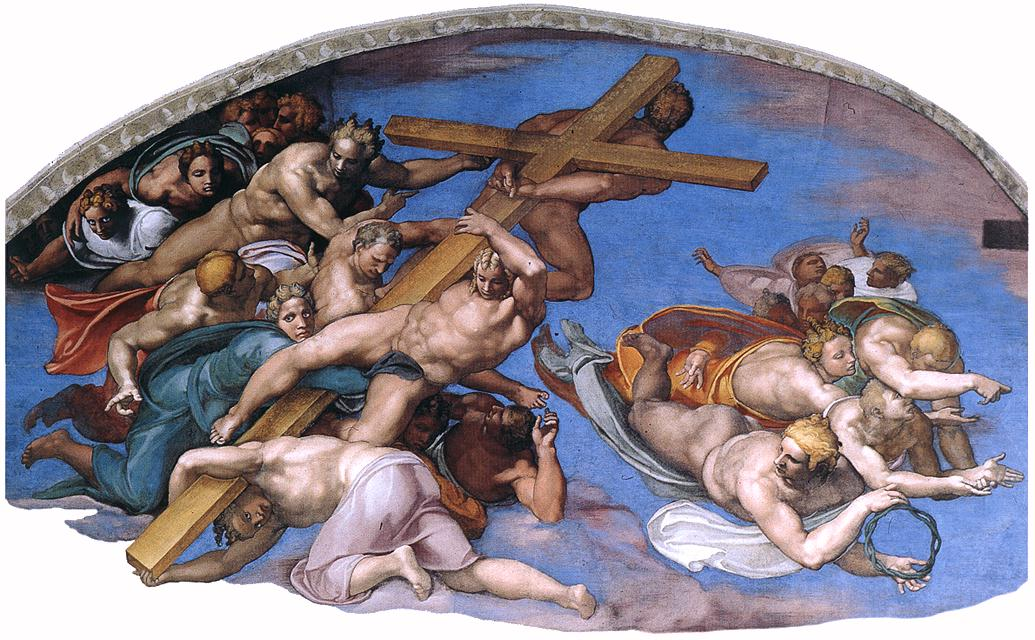
Lünette des Freskos Das Jüngste Gericht von Michelangelo: Engel halten das Kreuz und die Dornenkrone

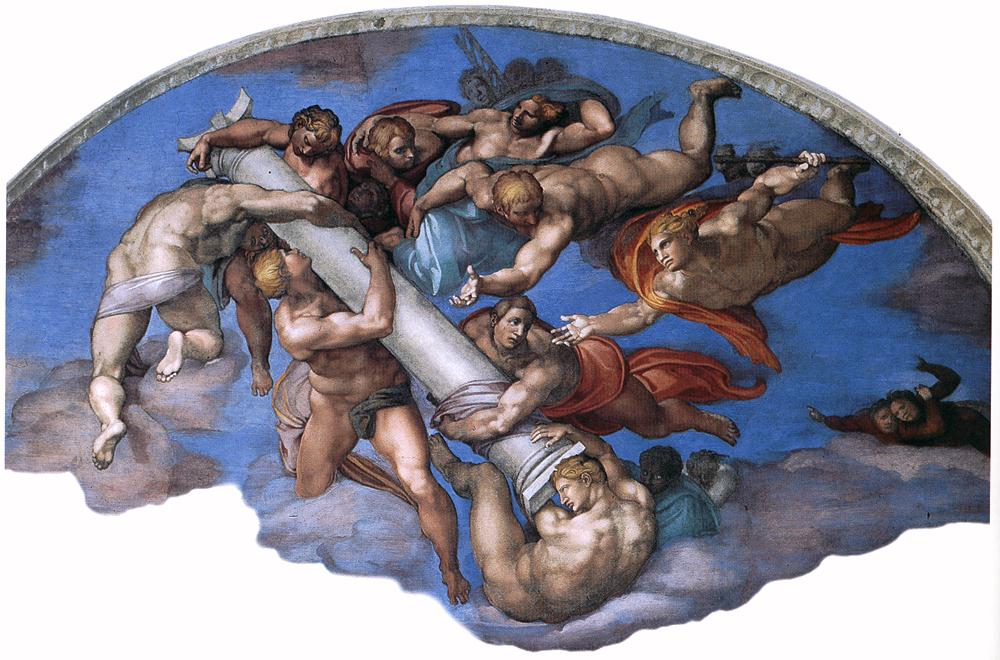
Lünette des Freskos Das Jüngste Gericht von Michelangelo: Engel halten die Geißelsäule und einen Stab mit dem essiggetränkten Schwamm

Mit Leidenswerkzeuge (auch Passionswerkzeuge, lateinisch Arma Christi, ‚Waffen Christi‘) werden Waffen, Foltergeräte oder andere Objekte bezeichnet, die in Beziehung zum Leiden und Sterben Jesu Christi stehen. Die Darstellung der Leidenswerkzeuge in der christlichen Ikonographie ist seit dem späten Mittelalter üblich. Sie erscheinen oft auch auf Darstellungen des Jüngsten Gerichtes, des Heiligsten Herzens Jesu und der sogenannten Gregorsmesse.
Einige der Leidenswerkzeuge werden zu den sogenannten Christusreliquien gezählt. Der Überlieferung nach ließ Helena, die Mutter Konstantins des Großen, im Heiligen Land nach Gegenständen suchen, die mit dem Leiden und Sterben Christi in direktem Zusammenhang standen, allen voran das Heilige Kreuz. Reliquien wie etwa die Heilige Lanze, der Heilige Schwamm und Kreuznägel wurden etwa ab dem Jahr 1000 verehrt. Nach dem Ende der Kreuzzüge tauchte eine Fülle neuer Reliquien auf und weitere, nachdem die Leidenswerkzeuge seit dem ausgehenden 14. Jahrhundert vermehrt Gegenstand der Andachtsliteratur und Frömmigkeit geworden waren. Da die Passionswerkzeuge als Waffen zur Überwindung von Sünde und Tod angesehen werden, gelten sie auch als Siegeszeichen. Dargestellt werden vor allem:
- das Kreuz mit dem Titulus crucis, meist INRI
- die Dornenkrone Christi
- die Geißelsäule
- Geißeln oder Ruten
- der mit Essig oder Galle getränkte Schwamm an einem Rohr
- die Lanze, mit der ein römischer Soldat Jesus die Seitenwunde zufügte
- Kreuznägel mit Hämmern
- das Schweißtuch der Veronika

Verbreitet mitdargestellt werden auch:
- das Spottzepter
- der purpurne Mantel, den Jesus bei der Verspottung trug
- der Kelch, den Jesus beim letzten Abendmahl mit seinen Jüngern verwendete
- das nahtlose Gewand Jesu, auch Heiliger Rock genannt
- Spielwürfel, mit denen die römischen Soldaten um das Gewand würfelten
- Gefäße für Galle und Essig
- die zur Kreuzabnahme verwendeten Leitern
- Hand oder Faust wegen der Schläge der Diener des Hohenpriesters beim Verhör
- Zangen zur Entfernung der Kreuznägel
- Gefäße mit Salböl zur Grablegung Christi
- das Grabtuch
- Felsengrab oder Sarkophag
- Sonne und Mond (wegen der Sonnenfinsternis bei der Kreuzigung)
- Geldstücke oder -säckchen stehen für die 30 Silberlinge, den Verräterlohn für Judas Iskariot
- Hahn wegen der Verleugnung Christi durch Simon Petrus
- Stricke oder Ketten
- Fackeln, Laternen, Schwerter und Stäbe, die bei der Gefangennahme Jesu getragen wurden
- das Schwert des Petrus, mit dem dieser einem Diener ein Ohr abschlug; zuweilen wird auch das Ohr dargestellt
- Köpfe an der Leidensgeschichte beteiligter Personen, etwa Judas Ischariot, der Hohepriester Kaiphas oder die, die Jesus ins Gesicht spuckten
- Augenbinde